# Fokkesteeg (sneltramhalte)
Fokkesteeg is een van de haltes van de Utrechtse sneltram en is gelegen in de stad Nieuwegein.
De halte ligt aan de tak naar Nieuwegein-Zuid van de Utrechtse sneltram. Het is vanaf Nieuwegein-Zuid gezien de derde halte op de lijn. De halte maakt deel uit van lijn 20: Utrecht - Nieuwegein-Zuid. De halte ligt in het zuiden van Nieuwegein, tussen de haltes Wiersdijk en Merwestein in.
De halte geeft toegang tot de wijk Fokkesteeg en park Oudegein.
In februari 2005 en in de zomer van 2020 zijn enkele haltes van deze tram gerenoveerd, zo ook halte Fokkesteeg.

## Reisrichtingen
- "Zuidwaarts", naar Wiersdijk en Nieuwegein-Zuid.
- "Noordwaarts", richting Nieuwegein City, IJsselstein (overstappen), Utrecht Centraal en P+R Science Park.

P+R Science Park · WKZ/Máxima · UMC Utrecht · Heidelberglaan · Padualaan · De Kromme Rijn · Stadion Galgenwaard · Station Utrecht Vaartsche Rijn · CS Centrumzijde · CS Jaarbeursplein · Graadt van Roggenweg · 24 Oktoberplein-Zuid · Winkelcentrum Kanaleneiland · Vasco da Gamalaan · Kanaleneiland Zuid · P+R Westraven · Zuilenstein · Batau-Noord · Wijkersloot · Nieuwegein City · Merwestein · Fokkesteeg · Wiersdijk · Nieuwegein-Zuid